# Zuby (rappeur)
Nzube Udezue (né le 19 août 1986), connu sous son nom de scène Zuby, est un rappeur britannique.
En juillet 2008, Udezue a été mal identifié et arrêté par la police sous la menace d'une arme à feu à la gare de Bournemouth en raison de la mauvaise communication de la description d'un suspect. L'incident reçut une couverture médiatique et la police s'excusa pour cette erreur, comparée à la fusillade de Jean Charles de Menezes .
En mars 2019, Udezue a attiré l'attention du public après avoir publié une vidéo sur son compte Twitter, effectuant un soulevé de 238 kg (524,7001788 lb) et déclarant qu'il avait battu le record dans la catégorie féminine car il réalisa cette épreuve en "s'identifiant à une femme". Le tweet s'ajoutait à la question controversée et en cours des personnes transgenres dans le sport. Udezue a déclaré qu'il ne pensait pas que les femmes trans devraient être autorisées à concourir dans le sport féminin et a déclaré qu'il avait battu le record pour démontrer les incohérences des arguments de ses adversaires.

## Enfance et éducation
Udezue est né à Luton, Bedfordshire, Angleterre, le 19 août 1986,,,. Son père est médecin et membre de la Royal Society of Tropical Medicine and Hygiene, et sa mère journaliste. Quand Udezue avait un an, ses parents déménagèrent en Arabie saoudite, où ils vécurent pendant deux décennies. Il y fréquenta une école internationale . Dès l'âge de 11 ans, Udezue entra dans un internat au Royaume-Uni et voyagea fréquemment entre les deux pays,. De 2004 et 2007, il étudia à St Edmund Hall, Oxford, et y obtint un diplôme en informatique. Enfant, Udezue jouait du piano et du trombone, ce dernier dans un orchestre. Plus tard, pendant son adolescence, il s'est intéressé à la musique hip-hop.

## Carrière
En 2006, encore à l'université, Udezue a commencé à rapper sous le nom de Zuby et a sorti indépendamment son premier album Commercial Underground, qui, selon lui, s'est vendu à plus de 3 000 exemplaires. Il a sorti son deuxième album intitulé The Unknown Celebrity en décembre 2007. Après avoir obtenu son diplôme, il déménagea à Londres et en août 2008, il y a travaillé comme consultant en gestion pour Accenture tout en poursuivant sa carrière musicale pendant deux ans. Son prochain album Commercial Underground 2 est sorti en octobre 2011 ; un mois plus tard, Udezue poursuivit sa carrière musicale à plein temps. Son Extended play (EP) intitulée Zubstep est sortie en février 2013. En août 2016, Udezue déclara avoir vendu plus de 20 000 albums et sorti l'EP Seven la même année. La plupart de ses albums appartiennent au genre hip-hop. En 2019, Udezue a lancé son propre podcast intitulé Real Talk with Zuby .
Après qu'Udezue ait exprimé son point de vue sur les personnes transgenres dans le sport, il a été présenté sur de nombreux podcasts, notamment: The Ben Shapiro Show, The Joe Rogan Experience, The Rubin Report, The Candace Owens Show, The Adam Carolla Show, et The Glenn Beck Podcast .

## Incident policier
Le 5 juillet 2008, Zuby est interpellé à tort par la police à la gare de Bournemouth puis brièvement détenu avant d'être libéré. La police du Dorset présente ses excuses pour l'arrestation. Le rappeur a été arrêté parce qu'il était un homme noir portant un t-shirt noir, correspondant à la description d'un homme ayant exhibé une fausse arme à feu dans un centre commercial couvert à Basingstoke. Le rappeur a indiqué ultérieurement que l'incident avait été traumatisant. L'Independent Police Complaints Commission (IPCC) a déclaré que les actions de la police du Dorset étaient « appropriées et proportionnées aux circonstances ». Le 14 juillet 2008, l'avocat d'Udezue a déposé une plainte officielle auprès de l'IPCC au sujet de l'incident et a demandé une enquête complète et indépendante sur l'incident.

## Opinions
En réponse à un festival de musique qui facturait aux Blancs le double du prix qu'il facturait aux personnes d'autres ethnies, Udezue a commenté : « Bravo aux radicaux intersectionnels. Vous êtes devenus les racistes mêmes contre lesquels vous prétendez vous opposer."  
Pendant la pandémie de Covid-19 au Royaume-Uni, il s'est exprimé sur les modifications psychologiques du public, et notamment le sentiment de peur qui étreignait nombre de personnes.

### Personnes transgenres
En mars 2019, Udezue a attiré l'attention du monde entier après avoir publié sur Twitter une vidéo de lui-même effectuant un soulevé de 238 kg (524,7001788 lb) et déclara par la suite qu'il avait battu le record de soulevé de terre des femmes britanniques tout en "s'identifiant à une femme",,. Par la suite, il fit des commentaires similaires sur le record de développé couché féminin britannique. Les tweets ont contribué au débat en cours sur les personnes transgenres dans le sport. Udezue a déclaré qu'il ne pensait pas que les femmes trans devraient être autorisées à concourir dans le sport féminin. Udezue a poursuivi en disant que ses tweets tentaient de démontrer les "sophismes des arguments d'en face" et a commenté : « J'ai vu des gens dire qu'il n'y a pas de différence de force biologique inhérente entre les hommes et les femmes. Je l'ai posté en étant un peu ironique, montrant ce que je pense être l'absurdité évidente de leur argumentation ». Après avoir exprimé ces opinions, Rosamund Urwin du Times décrit Udezue comme une « icône féministe improbable ».
En février 2020, après qu'Udezue publia un tweet de conseils aux femmes pour "trouver un mec génial", la militante transgenre Emily Gorcenski, qui est une femme trans, a répondu : "Je suis sûre à 95 % de coucher avec plus de femmes que vous et c'est un conseil terrible". Udezue a répondu "Ok mec...", ce qui a entraîné la suspension de son compte Twitter pour "conduite haineuse". Après que son examen manuel ait été refusé, il a supprimé le tweet et son compte a été restauré,.
En septembre 2020, Udezue, avec d'autres personnalités notables, a signé une lettre pour soutenir le point de vue de l'auteur J. K. Rowling sur les personnes transgenres.

## Vie privée
En 2008, Udezue vivait à Bournemouth, dans le Dorset, avec ses parents et depuis 2019 il habite à Southampton. Il est chrétien,. Udezue était également le cousin du rappeur nigérian décédé Lotanna Udezue, mieux connu sous le nom de Biglo.

## Discographie

### Albums studios
- Commercial Underground (2006)
- The Unknown Celebrity (2007)
- Commercial Underground 2 (2011)

### "Extended plays"
- Zubstep (2013)
- Seven (2016)